# Greeffiella dasyura
Greeffiella dasyura är en rundmaskart som beskrevs av Nathan Augustus Cobb 1922. Greeffiella dasyura ingår i släktet Greeffiella och familjen Desmoscolecidae. Inga underarter finns listade i Catalogue of Life.